# Bad Toys 2
Bad Toys 2 est un court métrage français réalisé par Daniel Brunet et Nicolas Douste, sorti en 2012.
Le film a été présenté au Festival international du court métrage de Clermont-Ferrand en 2014.

## Synopsis
La situation est grave : un casse vient d’avoir lieu à la Central Bank et les voleurs s’enfuient à bord d’un van. Fort heureusement, les policiers Fisher et Tommy sont sur le coup ! Et au volant de son bolide, l’inspecteur Tomy viendra à bout du cauchemar créé sur la route par les braqueurs en fuite .Dans une déferlante d’effets spéciaux, l’action bat son plein. 
À la fin du film, on voit que toutes ses scènes étaient imaginées par un père de famille s'amusant, très heureux, avec les jouets de son enfance qu'il vient de redécouvrir.

## Distribution
Trois comédiens de doublage très connus ont prêté leurs voix aux personnages du court métrage :
- Richard Darbois : Tomy
- Thierry Ragueneau : Fisher
- Philippe Peythieu : les braqueurs en fuite

Note : Thierry Ragueneau joue également le père de famille visible à la fin du court métrage.

## Présentation
Ce court métrage mêlant des techniques d’animation type Flash aux incrustations sur fond vert en passant par une bonne dose de trucages sons et vidéo a pour but de faire retomber le spectateur en enfance, Les réalisateurs accomplissent leur mission : se battre contre l’ombre des années sans peur ni passion ! Pour ce faire, ils ont fait dérouler, dans un rythme endiablé, le meilleur des films, celui que tous les enfants ont un jour réalisé dans leur chambre : entouré de leurs héros préférés et les plus forts et des voitures les plus rapides.
Deux citations sont également visibles juste avant le début du court métrage : « Il reste toujours quelque chose de l’enfance, toujours » de Marguerite Duras suivis de « La vérité, c’est qu’il n’y a rien de tel qu’une bonne scène de destruction » de Michael Bay. Ces deux citations ont pour but de lancer le court métrage. Arrivé à la fin, ces citations prennent tout leur sens dans le court métrage car ce dernier vise à les faire fusionner en son sein. Il est ainsi possible de voir de nombreux jouets tout droit sortis d'un bac à jouets d'enfants comme des Schtroumphs ou encore des Lego.